# Astrogomphus
Astrogomphus is een geslacht van slangsterren uit de familie Gorgonocephalidae. De wetenschappelijke naam van het geslacht werd in 1869 voorgesteld door Theodore Lyman. In de protoloog plaatste Lyman slechts de soort Astrogomphus vallatus in het geslacht, waarmee die automatisch de typesoort werd.

## Soorten
- Astrogomphus rudis Verrill, 1899
- Astrogomphus vallatus Lyman, 1869